# تاتیانا بارانوفسکایا
تاتیانا بارانوفسکایا (به انگلیسی: Tatiana Baranovskaya) ژیمناست زادهٔ ۲۶ ژوئیهٔ ۱۹۸۷ میلادی اهل کشور روسیه است.